# Kraj svijeta (Doctor Who)
"The End of the World" (Kraj svijeta), druga je epizoda prve sezone Britanske znanstveno-fantastične TV serije "Doctor Who". Epizodu je napisao producent Russell T. Davies, a režirao Euros Lyn. Epizoda je emitirana 2. travnja 2005. na BBC1.
U epizodi, vanzemaljski putnik kroz vrijeme Doktor. (Christopher Eccleston) vodi svoju novu suputnicu Rose Tyler (Billie Piper) na prvo putovanje vremenom i prostorom u TARDIS-u, u godinu 5 bilijuntu, gdje se okupljaju bogati delegati na svemirskoj postaji naziva Platforma Jedan kako bi svjedočili trenutku kad Sunce, sada Crveni div, proguta Zemlju. Jedan od gostiju planira zaraditi ubijajući sve ostale delegate.
U epizodi se po prvi put pojavljuju Cassandra i Mag Nat. Epizodu je pogledalo 7.97 millijuna gledatelja u Ujedinjenom Kraljevstvu.

## Radnja
Doktor vodi Rose u godinu 5.5/jabuka/26, pet milijardi godina u njenoj budućnosti. Slete na Platformu Jedan, svemirsku postaju koja orbitira oko Zemlje. Oni su došli za vrijeme proslave konačnog uništenja Zemlje od strane Sunca. Zemlja je već davno napuštena, ali ju je očuvala povijesna zaklada. Doktor koristi svoj mentalni papir kako bi s Rose mogao prisustvovati zabavi, i on i Rose sretnu mnoge elitne vanzemaljce. Među gostima je i dama Cassandra O'Brien, najavljena kao "posljednji čovjek", ali je zapravo lice na velikom komadu kože, koja mora biti stalno hidratizirana. Također su prisutni Mag Nat, Moxx Balhoona, i živa pokretna stabla iz Cheemske šume. Rose je preopterećena čudnim bićima i običajima, kao i činjenicom koliko je daleko od kuće, pa odlazi na observacijsku palubu kako bi si rasčistila um. Doktor ju slijedi i pokušava ju razveseliti, dopuštajući joj da zove majku Jackie, podesivši njen mobitel da radi unatoč vremenskoj razlici.
U međuvremenu, jedan od darova koje su donijeli vanzemaljci zapravo zadrži robotske pauke, koji kreću gasiti sustave na Platformi. Jedan od zaposlenih primijeti da nešto nije u redu, ali umre od Sunčeva zračenja kad pauci spuste Sunčani filtar u njegovoj sobi. Doktor pokreće istragu uz pomoć Jabe iz Cheemske šume, te otkrije mrtvog zaposlenika i robotske pauke. Rose pokušava iskamčiti informacije od Cassandre, ali postaje sve uzrujanija zbog Cassandrine bahatosti pa odlazi. Kasnije, Rose upoznaje vanemaljce čiji su pokloni sadržavali pauke, koji je onesvijeste i odvuku. Budi se zaključana u sobi čiji Sunčani filter samo što nije pao. Doktor podigne filter, ali ju ne može izbaviti iz sobe.
Pomoću uhvaćenog pauka, Doktor pronađe odgovorne vanzemaljce. Za njih se ispostavi kako su roboti kojima upravlja Cassandra. Cassandra priznaje da je saboter, njezin prvobitni plan je bio držati vanzemaljce za otkupninu, ali sada namjerava iskoristiti njihove smrti kako bi ostvarila profit od njihovih tvrtki za financiranje svojih estetskih operacija. Cassandra se teleportira na svoj brod, dok pauci ruše štitove i gravitaciju na cijeloj stanici što preopterećuje Sunčane filtere koji pucaju, pa neki gosti umiru od intenzivnog zračenja koje ponovno prijeti i Rose. Doktor i Jabe kreću u "srce" Platforme kako bi povratili štitove, ali to zahtijeva da jedan od njih prođe kroz nekoliko rotirajućih ventilatora. Jabe prepoznaje Doktora kao posljednjeg Gospodara Vremena i žrtvuje se kako bi usporila lopatice ventilatora. To omogućuje Doktoru da podigne štitove točno prije proširenja Sunca koje uništava Zemlju.
Doktor se vraća ostalim gostima i Rose, koja je oslobođena iz sobe. Pomoću uređaja koje nađe u sobi, Doktor vrati Cassandru natrag na Platformu. U visokim temperaturama i bez vlage, Cassandra se počinje sušiti i pucati. Moli za milost od Doktora, ali on odbija slušati i Cassandra puca i umire. Rose napominje da s obzirom na sve događaje nitko nije svjedočio uništenju Zemlje. Doktor vraća Rose u sadašnjost, i objašnjava joj da je posljednji Gospodar Vremena, i da je njegov planet Gallifrey uništen kao rezultat velikog rata. Epizoda završava scenom odlaska Rose i Doktora na ribu i krumpiriće jednog sunčanog Londonskog popodneva.

### Kontinuitet
Doktor objašnjava Rose kako joj TARDISovo telepatsko polje omogućava da razumije i priča s vanzemaljcima. Ovaj koncept je prvi put predstavljen u priči Četvrtog Doktora The Masque of Mandragora, što Četvrti Doktor objašnjava kao "Poklon Gospodara Vremena" koji od dijeli sa svojim suputnicima. U "Vatrama Pompeja", Doktor navodi kako je ta mogućnost "TARDISov poklon". U epizodi "Dobar čovjek ide u rat", River Song ističe kako se ta sposobnost zadržava u umu, čak i kada ljudi napuste TARDIS.

## Produkcija
"Kraj svijeta" bio je zamišljen kao svjesno skupi spektakl, da se iskaže mogući potencijal serije. Platforma Jedan je dizajnirana kao "hotel za najotmjenije, najbogatije i najutjecajnije vanzemaljce Svemira". Davis je izjavio da je lik Cassandre inspiriran radikalnim kozmetičkim tretmanima kojima su neki celebrityji podlegli. Jedna od svrha epizode je bila iskazati kako je Doktor posljednji od svoga naroda.
Mnogi interijeri Platforme Jedan snimani su u Temple of Peace u Cardiffu, Wales u listopadu 2004. Zbog složenosti animacije Cassandre, neke njene linije su izostavljene i kao kompenzaciju, Davis je izmislio lik privremenog radnik Raffala, i scene između Raffala i Rose su snimane u Temple of Peace 19. veljače 2005. Russell T. Davies se našalio da nikada više neće biti tako skupe epizode (zbog velikog broja računalno generiranih i specijalnih efekata). I Cassandra i roboti pauci — osim jednog neaktivnog pauka — su potpuno računalno stvoreni. Epizoda sadrži 203 vizualna efekta, koji su završeni u roku od osam tjedana, u odnosu na "oko 100" u filmu "Gladijator". Ni jedna epizoda sve do "River Songinog vjenčanja" (2011) ne sadrži više specijalnih efekata.